# شمس‌آباد (مه‌ولات)
شمس‌آباد نام روستایی از توابع بخش مرکزی شهرستان مه‌ولات در استان خراسان رضوی ایران است.

## محصولات و پیشه مردم
پیشهٔ مردم این روستا کشاورزی است. محصولات تولیدی آنان بیشتر شامل انواع پسته است. این روستا به دلیل قرارگیری در دشت مه ولات دارای خاکی بسیار حاصلخیز است که باعث می‌شود محصولات کشاورزی آن از کیفیت منحصربفردی برخوردار شوند.

## جمعیت
این روستا در دهستان مه‌ولات جنوبی قرار دارد و براساس سرشماری مرکز آمار ایران در سال ۱۳۸۵، جمعیت آن ۹۵۰ نفر (۲۵۶ خانوار) بوده است.